# Tháng 9 năm 2007
Trang này liệt kê những sự kiện quan trọng vào tháng 9 năm 2007.

## Chủ nhật, ngày1 tháng 9
- 19 con tin Hàn Quốc bị tổ chức Taliban bắt cóc được thả tự do sau khi chính phủ Hàn Quốc thương lượng với nhóm này.

## Thứ hai, ngày3 tháng 9
- Bão Felix đổ bộ lên vùng bờ biển Nicaragua và trở thành cơn bão mạnh cấp 5 thứ hai trong mùa bão ở Đại Tây Dương năm 2007.

## Thứ năm, ngày6 tháng 9
- Nam danh ca opera người Italia Luciano Pavarotti qua đời ở tuổi 71 do ung thư tuyến tụy.

## Thứ bảy, ngày8 tháng 9
- Hội nghị thượng đỉnh APEC lần thứ 19 diễn ra tại Sydney, Úc với các cuộc gặp gỡ và thảo luận của 21 vị nguyên thủ quốc gia.

## Thứ tư, ngày12 tháng 9
- Thủ tướng Nhật Bản Abe Shinzō tuyên bố từ chức sau khi tại chức chưa đầy một năm.

## Thứ năm, ngày13 tháng 9
- Nhiều trận động đất xảy ra gần bờ biển tây nam Sumatra, Indonesia với cường độ mạnh nhất là 8,4 độ.

## Chủ nhật, ngày16 tháng 9
- Đảng Dân chủ Mới thắng đa số ghế trong cuộc Tổng tuyển cử Hy Lạp.

## Chủ nhật, ngày23 tháng 9
- Fukuda Yasuo thắng cử chủ tịch Đảng Dân chủ Tự do và thay thế Abe Shinzō làm Thủ tướng Nhật Bản.

## Thứ tư, ngày26 tháng 9
- Cầu Cần Thơ đang được xây dựng tại Cần Thơ bị sập, làm thiệt mạng 51 người, 2 người mất tích và 130 người bị thương.
- Hàng vạn nhà sư Phật giáo và thường dân Myanmar biểu tình phản đối chính quyền quân phiệt; cảnh sát và quân đội nổ súng đàn áp các cuộc biểu tình.

## Thứ năm, ngày27 tháng 9
- Chính quyền quân phiệt Myanmar (Miến Điện) nổ súng đàn áp các cuộc biểu tình chống chính quyền sau khi bắt giữ hàng trăm nhà sư Phật giáo tại chùa.